# NGC 4488
NGC 4488是一個透鏡星系距離大約6,000光年，位置在星座室女座。天文學家威廉·赫雪爾 1785年12月28日發現這個星系。NGC 4488是室女座星系團的成員。

## 結構
NGC 4488類似於星系LEDA 74886，有一個不尋常的矩形結構。這個星系沒有內盤。它還有兩個對角相對的臂，表明NGC 4488與另一個星系有引力相互作用。

## 外部連結
- WikiSky上关于NGC 4488的内容：DSS2, SDSS, GALEX, IRAS, 氢α, X射线, 天文照片, 天图, 文章和图片